# Сарнівка (Житомирський район)
Са́рнівка — село в Україні, у Романівській селищній територіальній громаді Житомирського району Житомирської області. Населення становить 68 осіб (2001).

## Географія
Село розташоване на лівому березі річки Тня.

## Історія
У 1906 році — село Романівської волості Новоград-Волинського повіту Волинської губернії. Відстань від повітового міста 42 верст, від волості 18. Дворів 51, мешканців 295.
У жовтні 1935 року із села Сарнівка до Харківської області, на основі компроментуючих матеріалів НКВС, ешелоном було виселено 7 родин (39 осіб), з них 6 — польських і одна німецька. Серед виселених 8 осіб чоловічої статі, 11 жіночої, 20 дітей. Натомість на місце вибулих радянською владою переселялися колгоспники-ударники з Київської і Чернігівської областей.
У 1925—54 році — адміністративний центр Сарнівської сільської ради Довбишського району.

### Відомі люди
- Мальчевський Леонід Антонович (1923) — музичний педагог, музикант-кларнетист, диригент.